# La danĝera lingvo
 (septembre 2023).
- Si vous ne connaissez pas le sujet, laissez ce bandeau (vous pouvez alors contacter les auteurs).
- Si vous supprimez le contenu mis en cause (vous pouvez préalablement contacter les auteurs),

argumentez précisément cette suppression dans la page de discussion
(un manque de référence n'est pas un argument ; une recherche réelle de référence doit avoir été effectuée, être formellement documentée).
 (septembre 2023).
Si vous disposez d'ouvrages ou d'articles de référence ou si vous connaissez des sites web de qualité traitant du thème abordé ici, merci de compléter l'article en donnant les références utiles à sa vérifiabilité et en les liant à la section « Notes et références ».
La danĝera lingvo (en français « la langue dangereuse ») est un livre écrit par Ulrich Lins en espéranto et édité pour la première fois en 1973 par une maison d'édition japonaise. Il traite de la persécution et la répression du mouvement espérantiste. Le livre a connu depuis de nombreuses rééditions en espéranto et dans une dizaine de langues nationales. L'édition française, "La langue dangereuse" est sortie chez L'Harmattan au printemps 2022. L'histoire des répressions du mouvement espérantiste est mal connue, y compris des espérantistes eux-mêmes. La dernière version du texte en espéranto de 2015 a été entièrement revisitée avec l'utilisation de sources qui sont devenues accessibles seulement des années après la réunification allemande et la décomposition de l'Union soviétique.
Des régimes dictatoriaux et des idéologies fanatiques ont étiqueté l'espéranto « danĝera lingvo » (« langue dangereuse »), particulièrement dans l'Allemagne nazie et en Union soviétique sous Staline. Ulrich Lins, historien allemand, montre qu'Hitler, en condamnant l'espéranto en tant qu'« outil pour la domination mondiale des Juifs », et que Staline, en liquidant l'internationalisme révolutionnaire après 1928, ont réprimé le mouvement espérantiste par l'enfermement de beaucoup de ses membres dans les camps et souvent la mort. Le livre évoque aussi des politiques répressives de beaucoup d'autres dictatures, notamment en Espagne, Italie, Portugal, au Japon et en Chine. Dans d'autres cas, l'espéranto est seulement l’objet d’une censure consciente, par exemple sous le tsarisme, ou encore interdit dans les locaux scolaires en France en 1922, après qu'il a été proposé à la Société des Nations comme langue internationale auxiliaire à enseigner dans les écoles par 14 pays représentant près de la moitié de la population mondiale.

## Les suspicions contre la nouvelle langue

### Zamenhof et l'origine de l'espéranto
Bialystok, ville de Pologne, est incluse dans l'empire tsariste. Il y a en Russie, à cette époque (1821—1902), périodiquement des pogroms antisémites. Bialystok est une ville multi-ethnique et multilingue (polonais, yidish, russe...) où les gens ne se comprennent pas. Fils d'un professeur de langues, élève doué et passionné, le jeune Ludwig apprendra une dizaine de langues : yiddish, polonais, russe, lituanien, latin, grec ancien, français, allemand, anglais, italien.Le projet du jeune Ludwig Zamenhof d'une langue internationale auxiliaire, facile et neutre, qui permette aux gens de se comprendre, naît dans ce contexte.

### Les douleurs de l'enfantement sous la censure tsariste
Considéré comme un « non-sens sans danger » par la censure, la première brochure d'espéranto paraît le 26 juillet 1887. Environ 1 000 espérantistes sont recensés dès septembre 1889. L'appui public de Tolstoï à l'espéranto en 1894 démultiplie le nombre de sympathisants. La censure tsariste interdit alors l'entrée de la revue La Esperantisto (L'espérantiste) en Russie en avril 1895.

### Pénétration en Occident
À partir de cette date, une nouvelle période s'ouvre, centrée sur la France et la propagande pour sa diffusion. Des idées comme les avantages pratiques d'un outil de communication neutre pour le commerce international sont avancées. Les idéologies politiques de chacun sont considérées comme des affaires privées.

### Le côtéidéalistede l'espéranto
En même temps, Zamenhof insistait sur ce qu'il appelle « l'idée interne », les droits de l'Homme, la fraternité et la justice entre tous les peuples, l'idée d'une humanité unie, comparable dans une certaine mesure à la « religion de l'humanité » d'Auguste Comte. En 1907-1908, quelques dirigeants de l'espérantisme français, dont Louis Couturat, créent l'Ido une réforme de l’espéranto, le lexique restant très similaire, mais quelques aspects de la langue sont transformés : l'Ido se rapproche de l'irrégularité des langues romanes mais devient alors moins internationale. En 1908, le Suisse Hector Hodler crée l'Association universelle d'Espéranto, qui organise des échanges inter-espérantistes et les congrès annuels. Elle a plus de sept mille membres en 1914.

### Les obstacles avant la première guerre mondiale
Au début, le fiasco de nombreux projets de langue internationale, et notamment du Volapük, a rendu beaucoup de gens sceptiques, indifférents ou moqueurs. En Allemagne les préjugés nationalistes chauvins sont puissants. Trois angles d'attaque prédominent : l'imperfection de l'espéranto qui ne serait pas une « vraie langue » ; il menacerait la langue allemande et, derrière lui, se trouveraient des forces occultes de l'internationalisme ou encore du pacifisme et du féminisme selon Albert Zimmermann. En réponse, l'espéranto est surtout un outil neutre, auxiliaire pour la communication internationale, ce qui n'enlève rien aux grandes langues nationales de culture ; patriotisme et internationalisme sont complémentaires comme le souligne Jean Jaurès. En Russie, la censure est sévère. L'espéranto touche à des tabous, présents particulièrement dans certains milieux conservateurs.

### L'espéranto à la Société des Nations
Dans Alvoko al la diplomatoj (Appel aux diplomates), en 1915, Zamenhof plaide pour que « chaque pays moralement et matériellement appartienne également en droit à tous ses enfants ». Il meurt en avril 1917.
Hector Hodler, nouveau responsable, anticipe les thèses du président américain Woodrow Wilson sur la Société des Nations (SDN), et préconise, en plus des accords intergouvernementaux, une compréhension réciproque meilleure des peuples à l'aide de la langue internationale neutre et facile. Il meurt en mars 1920, deux mois après la fondation de la SDN. Son successeur, Edmond Privat, soutient l'initiative de quatorze délégations de la SDN, dont la Chine, les Indes et le Japon, tous ces pays incluant ensemble près de la moitié de la population mondiale, d'enseigner dans les écoles la langue internationale auxiliaire. Cependant, les délégués français, Georges Reynald et Julien Luchaire nommés par le gouvernement de la Droite conservatrice issu de la « chambre bleu horizon », s'y opposent, pensant ainsi défendre la position du français comme première langue diplomatique. En juin 1922, le ministre français de l'Instruction publique, Léon Bérard, interdit l'enseignement de l'espéranto dans les locaux scolaires ; ce décret est annulé en septembre 1924 par le nouveau gouvernement centre gauche d'Édouard Herriot.

### Travailleurs et «neutres»
En août 1921, est fondée l'Association mondiale anationale (SAT), organisation internationale de travailleurs espérantistes. Le schisme change profondément la physionomie du mouvement pour l'espéranto. La langue progresse dans de nombreux pays, notamment grâce à la méthode Cseh fondée sur l'enseignement direct en espéranto, qui fait de l'étude un jeu amusant. Correspondances, voyages, commerce, congrès sont parmi les principales utilisations. Le nombre de livres et la qualité de la littérature progressent également. Un auteur largement reconnu est le Hongrois Julio Baghy.

### Persécutions dans les années 1920
Dans des régimes dictatoriaux d'Europe du Sud-Est, l'espéranto est souvent interdit à cause des contacts non contrôlables qu'il permet avec l'étranger. Alors que le mouvement neutre insiste sur son absolue neutralité (relativement aux questions politiques, religieuses, raciales ou de classe), de nombreux espérantistes liés au mouvement ouvrier et social sont réprimés.

## «Une langue de Juifs et de communistes» pour les nazis

### L'espéranto dans la République de Weimar des années 1920
Le congrès de l'UEA de Nurenberg en 1923 accueille 5 000 participants. En 1926, 30 860 Allemands se disent espérantistes et 8 490 sont organisés dans des groupes locaux. Cependant de fortes résistances ou une indifférence à l'espéranto dominent dans la classe dirigeante. On le qualifie par exemple de « trouvaille juive au service de l'internationalisme anti-allemand, du pacifisme et empêchant de tirer profit de la connaissance des langues nationales étrangères ». Cependant l'espéranto bénéficie de la relative popularité des idées de paix et d'Europe fédérale dans l'Allemagne et l'Europe d'après 1918.

### L'ascension d'un nouvel ennemi: le nazisme
Les nazis haïssent l'« origine juive » de l'espéranto, qualifié par eux de « danger et ennemi mortel de toute évolution nationale ».

### La "mise au pas"
Après l'arrivée d'Hitler au pouvoir fin janvier 1933 et l'incendie du Reichstag fin février, les organisations politiques, syndicales et espérantistes socialistes et communistes du mouvement ouvrier sont réprimées, puis dissoutes. Beaucoup de militants sont incarcérés. Presque les trois quarts des espérantistes perdent alors leur base organisationnelle.
À l'opposé, la Germana Asocio Esperanto ou GEA (l'Association allemande d'Espéranto) abandonne sa neutralité, souligne sous une citation d'Hitler sa fidélité à la nation allemande et sa volonté de participer à la propagande du régime nazi vers l'étranger. Les dirigeants, y compris locaux, doivent certifier qu'ils ne sont ni juifs, ni sympathisants du marxisme et qu'ils informeront les autorités sur les membres « anti-État ».

### Des nazis espérantophones
Un groupuscule espérantophone à peine connu, Nazi Deutscher Esperanto Bund (de) (NDEB) se forme en février 1931. Une fois les nazis arrivés au pouvoir, ils prennent progressivement un pouvoir croissant dans la GEA. En janvier 1935, les nouveaux statuts de la GEA stipulent que la diffusion et l'utilisation de l'espéranto doivent se faire « dans un sens national-socialiste. » Les « non-aryens », donc les Juifs, ne peuvent adhérer.

### Vers l'interdiction de la GEA (1936)
À cette époque la majorité des Allemands sont aveuglés et beaucoup font des déclarations de loyauté au régime. Des espérantistes sont arrêtés pour « trahison de l'État ». L'espéranto est toléré uniquement pour la propagande nazie vers l'étranger. Le 20 juin 1936, un décret de Himmler, appelé souvent « le plus grand criminel du siècle », chef des SS et de la Gestapo, dissout la GEA.

### L'espéranto, seulement une langue?
De 1933 à 1945, il y eut une résistance antifasciste d'espérantistes principalement de travailleurs : rapports sur la terreur nazie, brochures antifascistes, organisation de fuites à l'étranger...Les nazis torturent, emprisonnent dans des camps, tuent des espérantistes, car pour eux l'espéranto, invention d'un Juif, doit être exterminé. Cette répression est dirigée par un bureau central de sécurité du Reich , en allemand le RHSA. Un aspect moins connu de la politique nazie est la volonté de mise en esclavage et la répression du droit à communiquer des Juifs et des Slaves. Pour Hitler la population non allemande doit comprendre uniquement en allemand les ordres nazis. La famille de Zamenhof est exterminée à Varsovie. Les associations espérantistes sont aussi dissoutes en Autriche, Pologne, Tchécoslovaquie.

### En suivant le «modèle allemand-nazi»
Les nazis appliquent leur "modèle" aux pays occupés. Leur répression est moins forte en Europe occidentale qu'en Europe orientale. Certains groupes éditent clandestinement des bulletins. Dès 1937, pendant le Congrès de Varsovie, la presse fasciste locale attaque le gouvernement polonais et le Congrès Espéranto est qualifié de « judéo-communiste ».
La dictature de Salazar au Portugal réprime aussi fortement le mouvement espérantiste de 1936 jusqu'à la révolution des Œillets du 25 avril 1974.
Dans l'Espagne franquiste, la répression est très violente de 1936 à 1951.
L'Italie fasciste met l'espéranto uniquement au service de la propagande touristique jusqu'en 1938, puis édicte des lois antijuives sur le modèle nazi et interdit quasiment la « langue juive ».
En Hongrie et en Bulgarie, la répression va croissant jusqu'à la libération du nazisme.
Au Japon, l'espéranto survit comme activité purement linguistique. Mais la dictature japonaise interdit l'enseignement du coréen et de l'espéranto en Corée.

### Une leçon salutaire pour le mouvement neutre
Le mouvement yougoslave reste uni nationalement et socialement dès 1922 et lutte pour la liberté dès 1933. Pour le croate Ivo Lapenna, « les principes de liberté de pensée et de démocratie doivent accompagner la neutralité pour que celle-ci ne devienne pas un phénomène négatif ». Dans les années 1930, beaucoup de membres de UEA ne veulent plus confondre neutralité et silence. Au Congrès de Londres en 1938, Lapenna qualifie l'idée interne de l'espéranto de « bastion antifasciste ». Sous la botte nazie, les actes de résistance espérantistes sont nombreux. En 1947, l'UEA redéfinit le principe de neutralité comme  « neutralité active » fondée sur les droits de l'Homme, la paix et la coopération internationale.

## «Une langue de petits bourgeois et de cosmopolites» pour Staline

### Succès de l'espéranto en Union soviétique

#### Espoirs post-révolutionnaires
Le mouvement espérantiste est important dans la Russie tsariste. Il accueille favorablement la fin de la censure tsariste et la Révolution. L'espéranto est vu alors comme l'outil pour lever les barrières linguistiques entre travailleurs. En mars 1921 Lénine proclame la NEP, Nouvelle politique économique, la priorité culturelle à l'alphabétisation et favorise la reprise en main par la création de la Sovetlanda Esperantista Unuiĝo (SEU), l'Union espérantiste soviétique, dirigée par E. Drezen.

#### SAT et SEU: pluralisme et Front Unique dès 1922
En août 1921 est fondée Sennacieca Asocio Tutmonda (SAT), l'Association anationale mondiale, à l'initiative du français Eugène Adam dit Lanti. Il rassemble dans SAT différents courants du mouvement ouvrier, socialistes, communistes, anarchistes, syndicalistes. Lanti en 1922 demande de sortir des associations neutres, décision qualifiée de sectaire par Romain Rolland, qui considère l'espéranto comme révolutionnaire en soi. SAT accrut ses effectifs d'environ un millier de membres en 1922 à 6 500 en 1929. En novembre 1922, après la victoire des fascistes italiens, le Komintern adopte la ligne du Front Unique ouvrier avec les sociaux-démocrates et l'association soviétique SEU se rapproche de SAT. Les communistes rentrent dans SAT et obtiennent la censure des critiques anarchistes contre le bolchevisme en 1923-24.

#### Le travail d'éducation internationaliste par l'espéranto
Drezen préconise avec succès d'utiliser la langue dans la correspondance ouvrière internationale recentrée sur les conditions de travail. Il argumente que la langue est la plus facilement apprenable et qu'en outre elle aide à l'apprentissage des langues nationales étrangères. La collaboration entre SAT et SEU profite aux deux groupes. En 1928, il y aurait eu 16 000 espérantistes en URSS.

#### L'«aiguisement de la lutte de classe» et le «mésusage» de l'espéranto après 1928
En décembre 1927, en même temps que l'exclusion de l'opposition Trotski- Zinoviev- Kamenev du Parti communiste , Staline préconise la collectivisation des terres, la priorité à l'industrie lourde et à l'armement, puis instaure la terreur. Le Comité central envoie à SEU une circulaire contre la « désinformation » vers l'étranger qui viendrait de correspondants soviétiques. La SEU préconise alors des « lettres collectives » contrôlées par le Parti unique, alors que des famines ont lieu, particulièrement en Ukraine.

### Schisme et fin

#### L'anationalisme
En 1928, Staline et l'Internationale communiste abandonnent la ligne politique du Front unique ouvrier pour celle dite « classe contre classe », mettant sur le même pied la lutte contre le « social-fascisme » (social-démocratie) et celle contre le fascisme. En 1928, Lanti sort du PCF et présente l'anationalisme comme une doctrine à part.

#### La scission de SAT en 1932
La SEU soviétique ne paya plus de cotisations ni d'abonnements à SAT qui était accusée de refuser l'éducation dans les langues nationales. Les communistes scissionnèrent en août 1932 et créèrent l'Internacio de Proleta Esperantistaro IPE, l'Internationale des Espérantistes Prolétariens ; les sociaux démocrates scissionnèrent aussi. Fin 1932, Lanti se retira de la direction de SAT, puis voyagea à partir de 1936 hors d'Europe.

#### L'espéranto dans le processus de maturation du stalinisme
La décision catastrophique du Komintern de la lutte prioritaire contre la social-démocratie qualifiée de « social-fasciste » conduit à une critique acérée de SEU contre SAT qui réplique. L'écrivain hongrois Kalocsay traite Drezen de « tsar rouge-vert ». La correspondance soviétique avec l'étranger devient de plus en plus contrôlée, inintéressante et rare.

#### Les espérantistes soviétiques se taisent
Après l'instauration de la dictature d'Hitler et l'incarcération de nombreux communistes, Staline et le Komintern vont préconiser à partir de 1935 une nouvelle ligne de large alliance démocratique, de type front populaire antifasciste. Cependant la correspondance espérantiste reste très contrôlée. En 1938, la direction soviétique d'IPE. déclare que « la seule défense de l'espéranto dans le monde actuel est une bataille contre le fascisme, pour la démocratie et la culture, pour la paix, la liberté de pensée, l'égalité des races et l'internationalisme » ; qu'en conséquence la séparation entre « neutres » et « ouvriers » dans le mouvement espérantiste n'est plus défendable. Mais les sections occidentales d'IPE refusent de se dissoudre, ceci quelques mois avant le Pacte germano-soviétique (fin août 1939), l'invasion de la Pologne et le début de la guerre mondiale en Septembre.

### Socialisme et langue internationale

#### Le problème de l'internationalisme avant la révolution
Au XVIIe siècle, Descartes, Comenius et Leibniz sont convaincus du besoin d'une langue universelle. En 1867, la Première Internationale vote une résolution en sa faveur. En 1908, le social-démocrate Kautsky, qui a une grande influence doctrinale sur « la question nationale », pronostique que, dans la future société socialiste, les hommes connaîtront leur langue nationale et une ou plusieurs langues mondiales, puis au stade supérieur qu'il y aurait une réunion de toute la culture humaine dans une langue et une nationalité. Kautsky considérait comme logique et inévitable l'affirmation progressive de la domination totale de la langue d'un Etat hyper-impérialiste devenu ensuite socialiste. Pour lui le rejet des plus petites langues serait le résultat inévitable du progrès économique. Au contraire, pour les espérantistes, leur langue a pour but de servir au côté des langues nationales et non à leur place. Zamenhof caractérisait cette position de Kautsky et d'autres comme « l'engloutissement des nations et langues faibles par les nations et langues fortes ». Par ailleurs en 1918, le théoricien communiste italien Antonio Gramsci critique aussi l'espéranto qu'il connaît mal, car selon lui on n'a pas le droit de provoquer arbitrairement des conséquences dont les conditions nécessaires ne sont pas réunies.

#### Lénine et la question nationale
Il considère le potentiel révolutionnaire des minorités nationales de l'empire tsariste et se prononce pour le droit à l'autodétermination des nations opprimées et l'enseignement dans la langue maternelle. Mais en même temps il prône un centralisme absolu dans le parti et considère que « la connaissance de la langue russe sera un avantage pour la plupart » en URSS. Interrogé par le maire de Stockholm en 1922 sur l'espéranto, il déclare : « Nous avons déjà trois langues mondiales et le russe sera la quatrième ». L'anglais croit plus vite que le français et l'allemand. Dans ce contexte idéologique peu favorable, Drezen insiste surtout sur le côté pratique de la langue auxiliaire neutre, un outil utile comme le téléphone ou l'avion, et la correspondance ouvrière internationale est autorisée.

#### En ayant en vue une linguistique marxiste
Staline défend la théorie du maintien des langues à long terme, comme les espérantistes et contre la vision de Kautsky d'une future langue unique. Alors que le linguiste Nicolas Marr défend un schéma évolutionniste « vers une langue parfaite », les espérantistes montrent la valeur pratique de leur langue. La langue internationale auxiliaire, selon les articles de 1928 du journaliste biélorusse Spiridovitch, est adaptée à l'époque de la transition au socialisme. Drezen, dans un livre épais publié en 1928, examine plus de 460 projets de langue internationale, l'espéranto en étant le couronnement. Marr écrit qu'aucune langue nationale à l'avenir ne jouera le rôle de langue universelle. Le linguiste suisse Ferdinand de Saussure affirma aussi le besoin et la possibilité d'une langue artificielle construite.

#### Skrypnik contre le développement de l'espéranto
Le commissaire au peuple ukrainien à la culture Mikola Skrypnyk critique l'idéologie anationaliste de certains espérantistes. Ainsi, il donne aussi une expression idéologique au fort mécontentement des Ukrainiens et des peuples non russes en général, dû à la concentration extrême du pouvoir soviétique russophone et aux mauvaises conditions de vie. Il s'agit aussi de strictement normaliser et de réduire au minimum la correspondance espérantiste avec l'étranger.

#### Le débat sur la langue russe
Pour le régime, la langue commune de fait en URSS est le russe. Le caractère progressiste de son étude par tous est souligné. L'espéranto a alors seulement comme rôle de servir de lien et d'outil de propagande vers l'extérieur. La doctrine a-nationale de certains intellectuels espérantistes proches de Lanti est fortement critiquée.

#### La théorisation stérile
Staline souligne la nécessité d'une « juste relation entre la théorie et la pratique », ce qui déclenche une vague d'autocritique chez beaucoup d'intellectuels. La priorité officielle est donnée à l'efficacité technique et à l'industrie. En 1932-33 après la collectivisation des terres et la « dékoulakisation », on estime que la famine tua 3,5 millions de personnes, rien qu'en Ukraine. Le nationalisme local est alors considéré comme un danger pour la collaboration fraternelle des peuples d'URSS. Le patriotisme soviétique, fondé sur la langue commune russe est de plus en plus exalté. Il devient alors nécessaire de conformer le mouvement espérantiste aux demandes de la période.

### Raisons de la disparition de l'espéranto en Union soviétique

#### Que s'est-il passé en 1937-1938?
La SEU a été liquidée. Jusqu'en 1936 les méthodes d'apprentissage de la langue étaient rééditées. Boukharine est arrêté fin février 1937. Drezen écrit sa dernière lettre en mars. Il est fusillé en octobre 1937. Vladimir Varankine, auteur de La Théorie de l'espéranto, parue en 1929, disparut aussi. Entre quelques centaines et 5 000 espérantistes furent envoyés dans les goulags sibériens. Cependant des espérantistes non organisés dans SEU ne furent pas arrêtés.

#### Espérantistes dans la Grande Purge
La grande purge est lancée en mars 1937. Staline ordonne à Iejov, le chef de la police secrète du NKVD, de « détruire tous ceux qui ont eu des contacts avec l'étranger », donc les espérantistes actifs. Ils sont accusés d'être « membres d'une organisation internationale d'espions ».

#### L'évolution vers le patriotisme soviétique
Dans les années 1920, l'alphabet latin, jugé plus international, était utilisé pour des langues minoritaires. À partir de 1937, l'alphabet cyrillique est imposé pour la plupart des langues du pays. Par un décret de mars 1938, le russe, langue de la culture soviétique, devient obligatoire dans toutes les écoles du pays et dans le Parti unique. Un article de la Pravda du 31 août 1938 affirme que : « le russe deviendra la langue internationale de la culture socialiste, comme le latin fut celle des couches sociales supérieures au Moyen Âge et le français [...] au 18-ème et 19-ème siècles. »

#### Succès et limites de la correspondance internationale
La SEU, par cette correspondance, veut montrer l'utilité de l'espéranto pour l'URSS. En 1935 Lanti, n'ayant plus de responsabilité dans SAT, publie dans Herez-ulo — l'Hérétique —, des extraits de lettres informant sur les conditions de vie et la terreur stalinienne. Il qualifie le régime de capitalisme d'État et de « fascisme rouge ». À l'opposé, des communistes orthodoxes non soviétiques renvoyaient de l'étranger des lettres critiques reçues d'URSS au Comité central de la SEU et des correspondants soviétiques alors disparaissaient.

#### La fin de la correspondance
Dès le début des années 1930, des espérantistes sont arrêtés pour le contenu de lettres envoyées à l'étranger. Certains alors arrêtent d'écrire, d'autres font durer leur correspondance de plus en plus stéréotypée ou sur des thèmes mineurs — timbres-poste.... En 1937, est visée par l'interdiction toute correspondance avec l'étranger ; l'espéranto, qui est la langue la plus facile à apprendre par des travailleurs, est fortement touché.

### Après la deuxième guerre mondiale

#### Grand silence en Europe centrale
Dans l'entre deux guerres, sauf en Tchécoslovaquie, l'espéranto subit des persécutions, surtout les associations liées au mouvement ouvrier. En 1945 l'espéranto renaît, notamment en Bulgarie, Hongrie et Yougoslavie. Après 1948 la répression de l'espéranto devient plus forte en Europe de l'Est, y compris en Allemagne de l'Est, allant jusqu'à la liquidation des organisations. Cependant la répression de l'espéranto variait selon les pays, et était un peu moins stricte en Allemagne de l'Est, Tchécoslovaquie, Pologne.

#### Staline contre Marr
Le linguiste Marr, mort en 1934, défendait l'idée d'une fusion des langues dans l'avenir communiste lointain. Le 20 juin 1950, Staline écrit dans la Pravda que les langues sont autonomes, plus durables que l'infrastructure économique et la superstructure politico-juridique d'une période et qu'il existerait pour chaque nation une langue nationale unifiée qui servirait à la fois les cultures bourgeoise et socialiste. Quand des langues se croisent, l'une l'emporte. Ainsi historiquement, le russe l'a emporté sur ses voisines. Déjà en 1949, un journaliste de la Literatournaïa gazeta écrit : à chaque époque historique est reliée une langue mondiale : latin dans l'Antiquité, français à la fin de l'époque féodale, anglais sous le capitalisme, russe avec le socialisme. La politique de russification est ainsi justifiée. Cependant Staline distingue les périodes historiques passées et présentes où joue la loi du plus fort et la période du futur lointain où l'enrichissement des langues pourra être réciproque. En pratique la russification est imposée.

#### Les besoins du temps présent
Entre 1948 et 1953, le pouvoir soviétique impulse des campagnes contre le cosmopolitisme, le sionisme, la langue juive yiddish, pour la priorité à la langue russe, l'objectif étant aussi de faire cesser toute activité de l'espéranto vers l'extérieur.

#### Renaissance du mouvement
La situation s'améliore après la mort de Staline en mars 1953. Dès août 1952, le Tchèque Rudolf Burda rappelle que Staline disait que la langue internationale ne pouvait être ni le russe, ni aucune autre langue nationale. En juin, le Conseil mondial de la Paix, fondé à l'initiative de l'URSS prône la coexistence pacifique entre les nations et leurs systèmes. Des espérantistes pacifistes et communistes de l'Est et de l'Ouest fondent alors le Mouvement Espérantiste pour la paix Mondiale (MEM) dont la devise est « Par l'espéranto pour la paix mondiale. » En 1954, l'URSS adhère à l'UNESCO. Celle-ci accepte l'UEA comme organisation ayant des relations consultatives , puis à sa conférence de décembre accepte une résolution notant « les résultats atteints par l'espéranto dans le champ des échanges intellectuels internationaux et pour le rapprochement des peuples du monde » et reconnaît que « ces résultats répondent aux buts et aux idéaux de l'Unesco ». La délégation soviétique s'abstient. Les associations espérantistes nationales à l'Est renaissent progressivement et cinq sont présentes au congrès UEA de Copenhague en 1955. En 1956, quelques semaines après les révélations du rapport Khrouchtchev sur la terreur stalinienne en février, des groupes espérantistes se créent en URSS, puis, en 1957, les associations renaissent en Chine, au Nord Vietnam.

#### Europe orientale: progrès et problèmes
Les associations espérantistes sont reconnues officiellement, moyennant un strict contrôle d'en haut. Les congrès annuels de UEA dans ces pays entre 1959 et 1987 sont d'imposantes manifestations. L'Allemand de l'Est Detlev Blanke insiste sur l'idée que la langue est un outil et rien de plus. Pologne et Hongrie sont les pays les plus ouverts. L'acte final d'Helsinki (1975) sur l'accord de sécurité et de coopération entre pays européens a des effets positifs. Néanmoins l'histoire des persécutions staliniennes contre le mouvement espérantiste reste tabou. Seule la Chine explique clairement les deux périodes de quasi interdiction de l'espéranto par le suivisme du modèle soviétique jusqu'en 1957, puis par l'influence de l'ultragauche pendant la révolution culturelle.

#### L'Union soviétique: entre espoir et doute
L'hostilité à l'espéranto y reste plus forte plus longtemps. Les non Russes sont majoritaires en URSS (54 %) et moins de la moitié d'entre eux indiquent une bonne connaissance de la langue russe. Le linguiste Victor Grigoriev en 1966 argumente sur la nécessité d'une langue internationale auxiliaire pour le long terme. D'autres linguistes pensent qu'elle sera enrichie par les langues nationales, d'autres encore affirment qu'une langue nationale deviendra universelle. L'espérantiste Isaiev défend le « et...et », c'est-à-dire les multiples langues nationales et les langues « mondiales » (les six langues de travail de l'ONU) et la langue internationale auxiliaire. Un argument important est la facilité. Les espérantistes sont environ 10 000 dont un important mouvement de jeunesse, le SEJM. En 1978, le parti décide de favoriser la création de l'Association des espérantistes soviétiques (ASE) qui édite peu de livres. La méfiance vis à vis de la langue relativement facile et de la communication directe sans interprètes persiste. Après la perestroïka,début 1989, ASE adhère à UEA, puis des élections libres en Europe de l'Est et l'éclatement de l'URSS ont lieu de 1989 à 1991.

### Conclusion
Le mouvement espéranto n'a pas eu derrière lui jusqu'ici l'appui durable et ferme d'un ou plusieurs États ou d'une organisation internationale, n'a jamais été un mouvement de masse. Il a dû affronter la haine dès sa naissance. L'espéranto dès 1905 était seulement une langue pour certains, mais adossée à un idéal de paix et de fraternité humaine. La répression tsariste, la volonté de la France et de la Grande-Bretagne de conserver au sein de la SDN leur hégémonie linguistique, la haine et la volonté d'anéantissement de l'espéranto par les nazis, la disparition en 1937-38 dans les camps ou par fusillade des espérantistes soviétiques ayant eu un contact avec l'étranger et la répression dans beaucoup d'autres pays indiquent que la volonté de communication directe des hommes par l'intermédiaire d'une langue facile et neutre rencontre depuis plus d'un siècle des obstacles très importants. La langue espéranto symbolise l'effort vers une communication équitable entre les hommes sans souci de leur race, de leur langue maternelle et nationale  et de leur religion. Mondialement les espérantistes restent en relativement petit nombre. À l'époque de la mondialisation économique, de l'internationalisation de l'anglais et de la montée de nationalismes agressifs et souvent racistes, l'espéranto reste un symbole et un outil de rapprochement des hommes, de l'égalité des droits et de l'universalité de l'esprit humain.

## Traductions
L'ouvrage a été édité à plusieurs reprises en espéranto en 1973, 1988 1990 par l'édition L'omnibuso à Kyōto et réédité en 2015 par UEA aux Pays-Bas.
Il a été traduit en anglais (Volume 1 en 2016 et Volume 2 en 2017), en japonais, en allemand, en italien, en russe, en lituanien, en polonais et en coréen. La traduction française est parue en 2022.
- The Dangerous Language - Esperanto under Hitler and Stalin. Vol. 1. Trad. prof. Dr Humphrey Tonkin. Basingstoke (UK) : Palgrave Macmillan. 299 p., 14,7 × 21,1 cm, septembre 2016 “Dangerous Language — Esperanto and the Decline of Stalinism“. Vol. 2. Trad. D-ro Humphrey Tonkin. Basingstoke (UK) : Palgrave Macmillan. 198 p., 14,7 x 21,1 cm, février 2017.
- Kiken na Gengo: Hakugai no Naka no Esuperanto (危険な言語: 迫害のなかのエスペラント), Tokyo: Iwanami Shoten, 1975, 261 p., traduction en japonais par Kurisu Kei[7].
- Die gefährliche Sprache. Die Verfolgung der Esperantisten unter Hitler und Stalin. Bleicher, Gerlingen 1988,  (ISBN 3-88350-023-2), 326 pages, version abrégée en allemand.
- La lingua pericolosa. Storia delle persecuzioni contro l'esperanto sotto Hitler e Stalin. TraccEdizioni, Piombino 1990,  (ISBN 88-7505-000-7), 382 p., traduction en italien.
- Опасный язык. Книга о преследованиях эсперанто. Prava ĉelovjeka, Moscou, 1999, 574 p., traduction en russe.
- Pavojingoji kalba. Esperantininku persekiojimai. Mokslo ir enciklupediju institutas, Vilniuso 2005, 462 p., traduction en lituanien.
- Niebezpieczny język. traduction de Danuta Kowalska, Ździernik, 1986., traduction en polonais.
- Ŭihŏmhan Ŏnŏ: Hŭimang ŭi Ŏnŏ Esŭp'erant'o ŭi Konan ŭi Yŏksa (위험한 언어: 희망의 언어 에스페란토의 고난의 역사), Séoul : Kalmuri, 2013, 628 p., traduction en coréen.
- L'espéranto, langue dangereuse. L'Harmattan, Paris, 2022,  (ISBN 978-2-343-25549-1), 474 pages, traduction en français.